# Sheikh Mujibur Rahman
Sheik Mujibur Rahman (Bengalsk: শেখ মুজিবর রহমান Mujibur Rôhman) (født 17. marts 1920, død 15. august 1975) var lederen blandt grundlæggerne af Bangladesh. Som leder af Awami League blev han den første præsident i Bangladesh, og senere premierminister. Han bliver populært omtalt som Sheikh Mujib og med ærestitlen Bangabandhu (Bengalens ven). Hans ældste datter, Hasina Wazed, er den nuværende leder af Awami League og er også nuværende premierminister i Bangladesh.

## Politisk betydning
Som studenterpolitiker i Østpakistan blev Mujib kendt som en karismatisk og kraftfuld politisk taler i Awami League. Han var talsmand for socialisme og blev populær, fordi han talte mod etnisk og institutionel diskrimination af bengalene. Han krævede øget selvstyre for provinsen Øst-Pakistan og blev en kraftig modstander af Ayub Khans militærstyre i det daværende Pakistan, der omfattede såvel Vest- som Østpakistan. Han blev af Vestpakistan i 1968 tiltalt for påstået konspiration med Indiens regering, men blev ikke dømt. 
Ved valget i Pakistan i 1970 opnåede Sheikh Mujibur Rahman en jordskredssejr for Awami League, da partiet vandt 167 ud af de 169 pladser, som Østpakistan var tildelt i Pakistans parlament, der rummede 313 pladser. På trods af den klare valgsejr nægtede Vestpakistanske politikere, at Rahman kunne danne regering, hvilket ledte til uroligheder i Østpakistan. I perioden herefter fastholdt Sheik Mujibur Rahman den sekspunkts-plan, som han var gået til valg på, og som i realiteten ville omdanne Pakistan til en forbundsstat med to ligeværdige delstater. Vestpakistan var stærkt imod denne plan, og der blev i marts måned 1971 indledt samtaler med præsident Yahya Khan og den vestpakistanske politiker Zulfikar Ali Bhutto om en mulig løsning på den højspændte situation. Den 25. marts 1971 indledte Pakistans militær imidlertid Operation Searchlight i Østpakistan, hvorunder Vestpakistan befæstede den militære kontrol med Østpakistan og indledte eftersøgning af separatistbevægelsens støtter. Dagen efter erklærede Sheik Mujibur Rahman Bangladesh for selvstændigt, hvilket imidlertid førte til, at han blev arresteret af vestpakistansk militær. Operation Searchlight og arrestationen af Sheik Mujib Rahman førte til åben borgerkrig mellem Pakistanske tropper og Østpakistanske modstandsbevægelse. Den følgende Bangladeshkrig ophørte først knap ni måneder senere efter at Indien intervenerede til støtte for Bangladesh. 
Krigen førte til at Bangladesh blev etableret, og efter Sheikh Mujib Rahmans løsladelse kunne han indtage rollen som midlertidig præsident og senere som premierminister i landet. Sheik Mujib Rahman arbejdede for en forfatning, der støttede socialisme og et sekulært demokrati. 
Sheikh Mujibur Rahmans førte en socialistisk politik med nationaliseringer og statslig regulering af økonomien. Den førte politik var ineffektiv og plaget af korruption og inkompetence og førte ikke til en løsning af Bangladeshs problemer. Landet blev endvidere plaget af hungersnød og tørke i 1974, hvilket førte til stigende utilfredshed med regeringen. I slutningen af 1974 opstod uroligheder flere stedet i landet, og Rahman reagerede ved at tiltage sig yderligere magt. Den 25. januar 1975 erklærede Rahman undtagelsestilstand i landet, og indtog embedet som præsident på livstid. Hans politisk tilhængere dannede partiet 'Bangladesh Krishak Sramik Awami League' (BAKSAL), der blev det eneste tilladte politiske parti, og Rahmans regime foretog arrestationer af oppositionspolitikere. 

## Drab
Den 15. august 1975 blev regeringspaladset angrebet med tanks af en gruppe yngre officerer fra hæren. Officererne trængte ind i paladset og dræbte Sheikh Mujibur Rahman og dennes familie. Kun døtrene Sheikh Hasina Wajed og Sheikh Rehana, der var på besøg i Vesttyskland overlevede. Kuppet var planlagt af tidligere medlemmer af Awami League og officer fra hæren. 
Kuppet kastede Bangladesh ud i en langvarig urolig periode. Først i 1998 efter flere magtovertagelser blev der afsagt domme over nogle af de officerer, der havde medvirket ved kuppet. Der blev afsagt 15 dødsdomme, hvoraf de fem blev eksekveret i januar 2010 ved hængning i Dhaka Central Jail. 